# Lewis MacDougall
Lewis MacDougall (Edimburgo, Escocia, 5 de junio de 2002) es un actor británico. Hizo su debut cinematográfico en 2015, en la película de aventura y fantasía Pan, dirigida por Joe Wright. En 2016 trabajó para Juan Antonio Bayona interpretando a Conor O'Malley en Un monstruo viene a verme, película con la que ha recibido varias nominaciones. En 2017 apareció en la película Boundaries.

## Filmografía
| Año  | Título                    | Personaje       | Notas         |
| ---- | ------------------------- | --------------- | ------------- |
| 2015 | Pan                       | Nibs            |               |
| 2016 | Un monstruo viene a verme | Connor O'Malley |               |
| 2017 | Boundaries                | Henry           | Posproducción |
|      | The Belly of the Whale    | Joey Moody      | Rodaje        |

## Nominaciones
| Año  | Premio                                | Categoría                                  | Película                  | Resultado |
| ---- | ------------------------------------- | ------------------------------------------ | ------------------------- | --------- |
| 2016 | Premios de la Crítica Cinematográfica | Mejor interpretación de actor/actriz joven | Un monstruo viene a verme | Nominado  |
| 2017 | Premios Feroz                         | Mejor actor protagonista                   | Un monstruo viene a verme | Nominado  |